# Cens dels Estats Units del 1970

El Cens dels Estats Units del 1970, és el 19è cens dels Estats Units, va ser dirigit per l'Oficina del Cens dels Estats Units, determinà que la població resident als Estats Units era de 203.392.031 persones, amb un increment del 13,4% respecte a les 179.323.175 persones del cens del 1960.

## Rànquing estatal
| Rang | Estat                 | Població   |
| ---- | --------------------- | ---------- |
| 1    | Califòrnia            | 19,971,069 |
| 2    | Nova York             | 18,241,266 |
| 3    | Pennsilvània          | 11,793,909 |
| 4    | Texas                 | 11,196,730 |
| 5    | Illinois              | 11,113,976 |
| 6    | Ohio                  | 10,652,017 |
| 7    | Michigan              | 8,875,083  |
| 8    | Nova Jersey           | 7,168,164  |
| 9    | Florida               | 6,789,443  |
| 10   | Massachusetts         | 5,689,170  |
| 11   | Indiana               | 5,193,669  |
| 12   | Carolina del Nord     | 5,082,059  |
| 13   | Missouri              | 4,677,399  |
| 14   | Virgínia              | 4,648,494  |
| 15   | Geòrgia               | 4,589,575  |
| 16   | Wisconsin             | 4,417,933  |
| 17   | Tennessee             | 3,924,164  |
| 18   | Maryland              | 3,922,399  |
| 19   | Minnesota             | 3,805,069  |
| 20   | Louisiana             | 3,643,180  |
| 21   | Alabama               | 3,444,165  |
| 22   | Washington            | 3,409,169  |
| 23   | Kentucky              | 3,219,311  |
| 24   | Connecticut           | 3,032,217  |
| 25   | Iowa                  | 2,825,041  |
| 26   | Carolina del Sud      | 2,590,516  |
| 27   | Oklahoma              | 2,559,253  |
| 28   | Kansas                | 2,249,071  |
| 29   | Mississipi            | 2,216,912  |
| 30   | Colorado              | 2,207,259  |
| 31   | Oregon                | 2,091,385  |
| 32   | Arkansas              | 1,923,295  |
| 33   | Arizona               | 1,772,482  |
| 34   | Virgínia de l'Oest    | 1,744,237  |
| 35   | Nebraska              | 1,483,791  |
| 36   | Utah                  | 1,059,273  |
| 37   | Nou Mèxic             | 1,016,000  |
| 38   | Maine                 | 993,663    |
| 39   | Rhode Island          | 949,723    |
| 40   | Hawaii                | 769,913    |
| x    | Districte de Colúmbia | 756,510    |
| 41   | Nou Hampshire         | 737,681    |
| 42   | Idaho                 | 713,008    |
| 43   | Montana               | 694,409    |
| 44   | Dakota del Sud        | 666,257    |
| 45   | Dakota del Nord       | 617,761    |
| 46   | Delaware              | 548,104    |
| 47   | Nevada                | 488,738    |
| 48   | Vermont               | 444,732    |
| 49   | Wyoming               | 332,416    |
| 50   | Alaska                | 302,173    |

## Conclusions
Califòrnia va passar per davant de l'estat de Nova York com a estat amb més població. Quatre estats van perdre població: Virginia de l'Oest encapçalava la llista dels estats amb pèrdua de població.